# Daniel Bútora
Daniel Bútora (ur. 1967 w Bratysławie) – słowacki wykładowca, szkoleniowiec i działacz oświatowy, w 2023 minister edukacji, nauki, badań naukowych i sportu.

## Życiorys
Syn socjologa Martina Bútory. Podjął nieukończone studia z zakresu bibliotekoznawstwa i informacji naukowej na Uniwersytecie Komeńskiego w Bratysławie. Pod koniec lat 80. współpracował z organizacjami antykomunistycznymi, w okresie przemian politycznych stał się jednym z przywódców ruchu studenckiego. W 1990 przerwał naukę, był etatowym pracownikiem ugrupowania Społeczeństwo przeciw Przemocy. Przeniósł się następnie do Pragi, gdzie ukończył amerykanistykę na Uniwersytecie Karola. Pracował w Radiu Wolna Europa w Czechach, był też dyrektorem słowackiego oddziału tej rozgłośni. Zajął się działalnością jako wykładowca i szkoleniowiec menedżerów. Został również dyrektorem zespołu szkół „Združenie škôl C.S.Lewisa” (placówki oświatowej prowadzonej przez Kościół Braterski w Bratysławie).
Był doradcą ministra edukacji, nauki, badań naukowych i sportu, gdy resortem tym kierował Ján Horecký. W maju 2023 stanął na czele tego ministerstwa, wchodząc w skład technicznego rządu Ľudovíta Ódora. Funkcję ministra pełnił do października tego samego roku.